# 영등포구 갑 (1950년 선거구)
영등포구 갑은 대한민국의 옛 국회의원 선거구이다. 당시 서울특별시 영등포구의 일부 지역을 관할했다.

## 역사
1950년 제2대 국회의원 선거를 앞두고 영등포구 선거구가 갑, 을로 분구되면서 신설되었다.
1963년 제6대 국회의원 선거를 앞두고 기존의 영등포구 갑 선거구 지역이 시흥군에서 영등포구로 편입된 지역과 합쳐져 새로운 영등포구 을 선거구를 이루게 되면서 폐지되었다.

## 역대 국회의원
| 선거   | 정당 | 정당           | 의원   |
| ------ | ---- | -------------- | ------ |
| 1950년 |      | 대한노동총연맹 | 조광섭 |
| 1954년 |      | 무소속         | 윤재욱 |
| 1958년 |      | 민주당         | 윤명운 |
| 1960년 |      | 민주당         | 윤명운 |

## 역대 선거 결과

### 대한민국 제2대 국회의원 선거
|  | 32.75% |

|  | 31.49% |

|  | 30.34% |

|  | 5.41% |

|  | 0% |

### 대한민국 제3대 국회의원 선거
|  | 35.80% |

|  | 10.23% |

|  | 9.72% |

|  | 9.56% |

|  | 7.91% |

|  | 6.73% |

|  | 5.89% |

|  | 5.43% |

|  | 3.92% |

|  | 2.18% |

|  | 1.31% |

|  | 1.26% |

### 대한민국 제4대 국회의원 선거
|  | 51.33% |

|  | 25.46% |

|  | 15.52% |

|  | 3.99% |

|  | 3.67% |

### 대한민국 제5대 국회의원 선거
|  | 51.32% |

|  | 16.14% |

|  | 13.24% |

|  | 7.27% |

|  | 4.52% |

|  | 3.65% |

|  | 3.03% |

|  | 0.79% |